# Gillingham (Dorset)
Gillingham (IPA /'gɪlɪŋ(ə)m/) – miasto w Wielkiej Brytanii. w Anglii w hrabstwie Dorset, na jego północnym krańcu. Położone jest w dolinie Blackmore Valley, nad rzeką Stour, nieopodal oddalonego o 12 kilometrów miasta Shaftesbury. Szacuje się, że w końcu 2008 roku ludność na 11 tys. mieszkańców.

## Nazwa
W Domesday Book z roku 1086 miejscowość występuje pod nazwą Gelingham. W historii pisownia nazwy miasta zmieniała się jeszcze co najmniej pięciokrotnie i pochodzi od osoby lub rodziny zwanej Gylla. Nazwę wymawia się przez /g/ w odróżnieniu od homonimicznej miejscowości w hrabstwie Kent, którą wymawia się z nagłosowym /dż/.

## Historia
W mieście znajduje się tumulus z czasów neolitu, istnieją również dowody na osadnictwo z okresu rzymskiego. Jednak zręby miasta powstały dopiero w okresie saksońskim. W roku 1016 miała tu miejsce bitwa Edmunda II z wikingami. W średniowieczu Gillingham był terenem polowań królewskich – znajdowała się tu królewska loża łowiecka. Miasto zmieniło oblicze w XIX wieku wraz z wybudowaniem kolei i stało się ośrodkiem przemysłowym – ceglarskim, spożywczym i drukarskim.

## Transport
W mieście znajduje się stacja kolejowa Gillingham.